# Centropogon delicatulus
Centropogon delicatulus là loài thực vật có hoa trong họ Hoa chuông. Loài này được McVaugh mô tả khoa học đầu tiên năm 1957.